# Reticolati
Reticolati (Barbed Wire) è un film muto del 1927 diretto da Rowland V. Lee. Le riprese furono iniziate, al suo secondo film con la Paramount, da Mauritz Stiller che però venne rimpiazzato dalla produzione con Lee.
La sceneggiatura di Jules Furthman, adattata per lo schermo dallo stesso regista Rowland V. Lee, è tratta dal romanzo The Woman of Knockaloe, a Parable di Hall Caine, pubblicato nel 1923 a New York.

## Trama

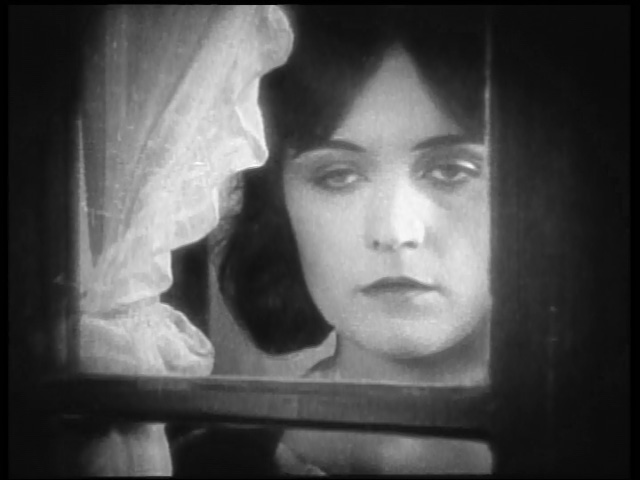
Pola Negri (Mona Moreau)

Nella Francia del 1914 la vita pastorale nella fattoria Moreau è interrotta dalla guerra. Andre, il figlio, si arruola nell'esercito, in luogo della fattoria viene costruito un campo di prigionieri di guerra, e la figlia, Mona, prova grande odio verso la Germania. All'arrivo, i prigionieri tedeschi lanciano sguardi d'approvazione su Mona, ma le notizie del peggioramento della guerra la mantengono ostile fino all'arrivo di Oscar Muller, un prigioniero del campo che dimostra di essere un bravo ragazzo. Mentre il legame tra Mona e Oscar si consolida, il vituperio dei vicini cresce, anche con la fine della guerra. Tragici risultati sembrano inevitabili.

## Produzione
Il film fu prodotto dalla Paramount Pictures come A Rowland V. Lee-Erich Pommer Production.

## Distribuzione
Il copyright del film, richiesto dalla Paramount Famous Lasky Corp., fu registrato il 10 settembre 1927 con il numero LP24408.

Distribuito dalla Paramount, il film - presentato da Jesse L. Lasky e Adolph Zukor - fu proiettato in anteprima a New York il 6 agosto 1927 per uscire nelle sale degli Stati Uniti il 10 settembre.

In Danimarca, con il titolo Pigtraad, fu distribuito il 14 novembre dello stesso anno, mentre poi sarebbe uscito nel 1928 anche in Finlandia (22 gennaio come Aseet pois) e in Portogallo (17 ottobre, come O Poder da Paz).

### Conservazione
Copia completa della pellicola si trova conservata negli archivi della Cinémathèque Royale de Belgique di Bruxelles, del George Eastman House di Rochester, del Gosfilmofond di Mosca.
La pellicola è stata distribuita in DVD-NTSC dalla Grapevine Video il 17 agosto 2012, masterizzata da una stampa in 16 mm in una versione di 67 minuti con la colonna musicale di Christopher Congdon.